# Erannis nigrofasciata
Erannis nigrofasciata är en fjärilsart som beskrevs av Neuberger 1907. Erannis nigrofasciata ingår i släktet Erannis och familjen mätare. Inga underarter finns listade i Catalogue of Life.